# Head & Shoulders
Head & Shoulders ili skraćeno (H&S) je robna marka šampona protiv peruti koji proizvodi Procter & Gamble. Glavni sastojak Head & Shouldersa je cink piritionom (PTZ) koji je učinkovit u borbi protiv peruti.

## Povijest
Istraživači tvrtke Procter & Gamble 1950. započinje s istraživanjem novog proizvoda za njegu kose. Istraživači pokreću novu formulu, te stavljaju novu formulu baziranu na cink piritionom u proizvod.
Head & Shoulders je prvi put predstavljen u Sjedinjenim Američkim Državama u studenom 1961., kao plavo-zeleni gel.
Robnu marku je reklamirao film Evolucija (2001), u kojem su glavni likovi pomoću formule iz H&S spasili svijet .
Glavni prestavnik šampona je NFL Superstar Troy Polamalu, koji igra za Pittsburgh Steelers.